# Москово (Учалинський район)
Мо́сково (рос. Москово, башк. Мәҫкәү) — присілок у складі Учалинського району Башкортостану, Росія.
Населення — 409 осіб (2010; 470 в 2002).
Національний склад:
- башкири — 99%